# Amt Lauenburgische Seen
Amt Lauenburgische Seen – urząd w Niemczech w kraju związkowym Szlezwik-Holsztyn, w powiecie Herzogtum Lauenburg. Siedziba urzędu znajduje się w mieście Ratzeburg.
W skład urzędu wchodzi 25 gmin:
| 1. Albsfelde 2. Bäk 3. Buchholz 4. Brunsmark 5. Einhaus 6. Fredeburg 7. Giesensdorf 8. Groß Disnack 9. Groß Grönau 10. Groß Sarau 11. Harmsdorf 12. Hollenbek 13. Horst | 1. Kittlitz 2. Klein Zecher 3. Kulpin 4. Mechow 5. Mustin 6. Pogeez 7. Römnitz 8. Salem 9. Schmilau 10. Seedorf 11. Sterley 12. Ziethen |